# Banyo (Kamerun)
Banyo (in der deutschen Kolonialzeit Banjo) ist eine Stadt und Gemeinde in der Region Adamawa in Kamerun mit 30.730 Einwohnerern (2005). Sie ist der Verwaltungssitz des Départements Mayo-Banyo.

## Beschreibung
Sie ist überwiegend muslimisch geprägt. Obwohl es einen Regierungspräfekten in der Stadt gibt, hat der Lamido immer noch großen Einfluss auf die Bevölkerung. Der Geograph Jean Hurault hat über die Demographie der Gegend publiziert und einen Teil der Geschichte in seinem Werk von 1955 zusammengefasst. Im 19. Jahrhundert trennte sich Banyo von Koncha und Tibati.

## Bevölkerung
Die Bevölkerungsentwicklung der Stadt:
| Jahr          | Einwohner |
| ------------- | --------- |
| 1976 (Zensus) | 11.027    |
| 1987 (Zensus) | 17.904    |
| 2005 (Zensus) | 30.730    |